# Groupe H des éliminatoires du Championnat d'Europe de football 2012
Cet article donne les résultats des matches du groupe H des éliminatoires de l'Euro 2012.

## Classement
| Rang | Équipe   | Pts | J | G | N | P | Bp | Bc | Diff |  | Résultats (▼ dom., ► ext.) | Drapeau du Danemark | Drapeau du Portugal | Drapeau de la Norvège | Drapeau de l'Islande | Drapeau de Chypre |
| ---- | -------- | --- | - | - | - | - | -- | -- | ---- |  | -------------------------- | ------------------- | ------------------- | --------------------- | -------------------- | ----------------- |
| 1    | Danemark | 19  | 8 | 6 | 1 | 1 | 15 | 6  | +9   |  | Danemark                   |                     | 2-1                 | 2-0                   | 1-0                  | 2-0               |
| 2    | Portugal | 16  | 8 | 5 | 1 | 2 | 21 | 12 | +9   |  | Portugal                   | 3-1                 |                     | 1-0                   | 5-3                  | 4-4               |
| 3    | Norvège  | 16  | 8 | 5 | 1 | 2 | 10 | 7  | +3   |  | Norvège                    | 1-1                 | 1-0                 |                       | 1-0                  | 3-1               |
| 4    | Islande  | 4   | 8 | 1 | 1 | 6 | 6  | 14 | -8   |  | Islande                    | 0-2                 | 1-3                 | 1-2                   |                      | 1-0               |
| 5    | Chypre   | 2   | 8 | 0 | 2 | 6 | 7  | 20 | -13  |  | Chypre                     | 1-4                 | 0-4                 | 1-2                   | 0-0                  |                   |

Le Danemark est qualifié.
Le Portugal est barragiste.

## Résultats et calendrier
| 1re journée                   | Islande      | 1 – 2   | Norvège                        | Laugardalsvöllur, Reykjavik |                        |
| 3 septembre 2010 19:00 HEC -2 | Helguson 38e | (1 - 0) | Hangeland 59e · Abdellaoue 75e | Arbitrage : Luca Banti      | Arbitrage : Luca Banti |
| 3 septembre 2010 19:00 HEC -2 | Rapport      |         |                                | Arbitrage : Luca Banti      | Arbitrage : Luca Banti |

| 1re journée                   | Portugal                                                 | 4 – 4   | Chypre                                                   | Estádio D. Afonso Henriques, Guimarães |                              |
| 3 septembre 2010 20:45 HEC -1 | H. Almeida 8e · Meireles 29e · Danny 50e · Fernandes 60e | (2 - 2) | Aloneftis 3e · Konstantínou 11e · Okkás 57e · Avraam 89e | Arbitrage : Mark Clattenburg           | Arbitrage : Mark Clattenburg |
| 3 septembre 2010 20:45 HEC -1 | Rapport                                                  |         |                                                          | Arbitrage : Mark Clattenburg           | Arbitrage : Mark Clattenburg |

| 2e journée                 | Danemark         | 1 – 0   | Islande | Parken Stadium, Copenhague   |                              |
| 7 septembre 2010 20:15 HEC | Kahlenberg 90+1e | (0 - 0) |         | Arbitrage : Douglas McDonald | Arbitrage : Douglas McDonald |
| 7 septembre 2010 20:15 HEC | Rapport          |         |         | Arbitrage : Douglas McDonald | Arbitrage : Douglas McDonald |

| 2e journée                 | Norvège       | 1 – 0   | Portugal | Ullevaal Stadion, Oslo      |                             |
| 7 septembre 2010 21:00 HEC | Huseklepp 21e | (1 - 0) |          | Arbitrage : Laurent Duhamel | Arbitrage : Laurent Duhamel |
| 7 septembre 2010 21:00 HEC | Rapport       |         |          | Arbitrage : Laurent Duhamel | Arbitrage : Laurent Duhamel |

| 3e journée     | Chypre    | 1 – 2   | Norvège              | Antonis Papadopoulos Stadium, Larnaca |                            |
| 8 octobre 2010 | Okkás 58e | (0 - 2) | Riise 2e · Carew 42e | Arbitrage : Serge Gumienny            | Arbitrage : Serge Gumienny |
| 8 octobre 2010 | Rapport   |         |                      | Arbitrage : Serge Gumienny            | Arbitrage : Serge Gumienny |

| 3e journée     | Portugal                   | 3 – 1   | Danemark           | Stade "do Dragão", Porto   |                            |
| 8 octobre 2010 | Nani 29e 31e · Ronaldo 85e | (2 - 0) | Carvalho 79e (csc) | Arbitrage : Eric Braamhaar | Arbitrage : Eric Braamhaar |
| 8 octobre 2010 | Rapport                    |         |                    | Arbitrage : Eric Braamhaar | Arbitrage : Eric Braamhaar |

| 4e journée      | Islande      | 1 – 3   | Portugal                                | Laugardalsvöllur, Reykjavik  |                              |
| 12 octobre 2010 | Helguson 17e | (1 - 2) | Ronaldo 3e · Meireles 27e · Postiga 72e | Arbitrage : Thomas Einwaller | Arbitrage : Thomas Einwaller |
| 12 octobre 2010 | Rapport      |         |                                         | Arbitrage : Thomas Einwaller | Arbitrage : Thomas Einwaller |

| 4e journée      | Danemark                      | 2 – 0   | Chypre | Parken Stadium, Copenhague        |                                   |
| 12 octobre 2010 | Rasmussen 48e · Lorentzen 81e | (0 - 0) |        | Arbitrage : César Muñiz Fernández | Arbitrage : César Muñiz Fernández |
| 12 octobre 2010 | Rapport                       |         |        | Arbitrage : César Muñiz Fernández | Arbitrage : César Muñiz Fernández |

| 5e journée         | Norvège       | 1 – 1   | Danemark      | Ullevaal Stadion, Oslo      |                             |
| 26 mars 2011 20h00 | Huseklepp 81e | (0 - 1) | Rommedahl 27e | Arbitrage : Gianluca Rocchi | Arbitrage : Gianluca Rocchi |
| 26 mars 2011 20h00 | Rapport       |         |               | Arbitrage : Gianluca Rocchi | Arbitrage : Gianluca Rocchi |

| 5e journée         | Chypre  | 0 – 0   | Islande | Stade GSP, Nicosie        |                           |
| 26 mars 2011 19h00 |         | (0 - 0) |         | Arbitrage : Darko Čeferin | Arbitrage : Darko Čeferin |
| 26 mars 2011 19h00 | Rapport |         |         | Arbitrage : Darko Čeferin | Arbitrage : Darko Čeferin |

| 6e journée        | Portugal    | 1 – 0   | Norvège | Estádio do Sport Lisboa e Benfica, Lisbonne |                          |
| 4 juin 2011 22h00 | Postiga 53e | (0 - 0) |         | Arbitrage : Cüneyt Çakır                    | Arbitrage : Cüneyt Çakır |
| 4 juin 2011 22h00 | Rapport     |         |         | Arbitrage : Cüneyt Çakır                    | Arbitrage : Cüneyt Çakır |

| 6e journée  | Islande | 0 – 2   | Danemark                 | Laugardalsvöllur, Reykjavik |                           |
| 4 juin 2011 |         | (0 - 0) | Schøne 60e · Eriksen 75e | Arbitrage : Fırat Aydnıus   | Arbitrage : Fırat Aydnıus |
| 4 juin 2011 | Rapport |         |                          | Arbitrage : Fırat Aydnıus   | Arbitrage : Fırat Aydnıus |

| 7e journée                 | Norvège               | 1 – 0   | Islande | Ullevaal Stadion, Oslo          |                                 |
| 2 septembre 2011 20:00 HEC | Abdellaoue 88e (pen.) | (0 - 0) |         | Arbitrage : Ovidiu Alin Hategan | Arbitrage : Ovidiu Alin Hategan |
| 2 septembre 2011 20:00 HEC | Rapport               |         |         | Arbitrage : Ovidiu Alin Hategan | Arbitrage : Ovidiu Alin Hategan |

| 7e journée                 | Chypre  | 0 – 4   | Portugal                                              | Stade GSP, Nicosie          |                             |
| 2 septembre 2011 20:45 HEC |         | (0 – 1) | Ronaldo 35e (pen.) 82e · H. Almeida 84e · Danny 90+2e | Arbitrage : Gianluca Rocchi | Arbitrage : Gianluca Rocchi |
| 2 septembre 2011 20:45 HEC | Rapport |         |                                                       | Arbitrage : Gianluca Rocchi | Arbitrage : Gianluca Rocchi |

| 8e journée       | Islande       | 1 – 0   | Chypre | Laugardalsvöllur, Reykjavik |                             |
| 6 septembre 2011 | Sigþórsson 5e | (1 - 0) |        | Arbitrage : Boško Jovanetić | Arbitrage : Boško Jovanetić |
| 6 septembre 2011 | Rapport       |         |        | Arbitrage : Boško Jovanetić | Arbitrage : Boško Jovanetić |

| 8e journée       | Danemark         | 2 – 0   | Norvège | Parken Stadium, Copenhague  |                             |
| 6 septembre 2011 | Bendtner 24e 44e | (2 - 0) |         | Arbitrage : Stéphane Lannoy | Arbitrage : Stéphane Lannoy |
| 6 septembre 2011 | Rapport          |         |         | Arbitrage : Stéphane Lannoy | Arbitrage : Stéphane Lannoy |

| 9e journée     | Portugal                                                      | 5 – 3   | Islande                                    | Stade "do Dragão", Porto                     |                                              |
| 7 octobre 2011 | Nani 13e 21e · Hélder Postiga 44e · Moutinho 81e · Eliseu 87e | (3 - 0) | Jónasson 48e 68e · Sigurdsson 90+4e (pen.) | Spectateurs : 40 000 Arbitrage : Bas Nijhuis | Spectateurs : 40 000 Arbitrage : Bas Nijhuis |
| 7 octobre 2011 | Rapport                                                       |         |                                            | Spectateurs : 40 000 Arbitrage : Bas Nijhuis | Spectateurs : 40 000 Arbitrage : Bas Nijhuis |

| 9e journée     | Chypre       | 1 – 4   | Danemark                                          | Stade GSP, Nicosie           |                              |
| 7 octobre 2011 | Avraam 45+1e | (1 - 4) | Jacobsen 7e · Rommedahl 11e 22e · Krohn-Dehli 20e | Arbitrage : Marijo Strahonja | Arbitrage : Marijo Strahonja |
| 7 octobre 2011 | Rapport      |         |                                                   | Arbitrage : Marijo Strahonja | Arbitrage : Marijo Strahonja |

| 10e journée     | Norvège                              | 3 – 1   | Chypre    | Ullevaal Stadion, Oslo     |                            |
| 11 octobre 2011 | Pedersen 25e · Carew 34e · Høgli 65e | (2 – 1) | Okkás 42e | Arbitrage : William Collum | Arbitrage : William Collum |
| 11 octobre 2011 | Rapport                              |         |           | Arbitrage : William Collum | Arbitrage : William Collum |

| 10e journée     | Danemark                       | 2 – 1   | Portugal      | Parken Stadium, Copenhague |                            |
| 11 octobre 2011 | Krohn-Dehli 13e · Bendtner 63e | (1 – 0) | Ronaldo 90+2e | Arbitrage : Nicola Rizzoli | Arbitrage : Nicola Rizzoli |
| 11 octobre 2011 | Rapport                        |         |               | Arbitrage : Nicola Rizzoli | Arbitrage : Nicola Rizzoli |

## Buteurs
| Pos | Joueur                | Pays     | Buts |
| --- | --------------------- | -------- | ---- |
| 1   | Cristiano Ronaldo     | Portugal | 5    |
| 2   | Nani                  | Portugal | 4    |
| 3   | Dennis Rommedahl      | Danemark | 3    |
| 3   | Nicklas Bendtner      | Danemark | 3    |
| 3   | Hélder Postiga        | Portugal | 3    |
| 3   | Ioánnis Okkás         | Chypre   | 3    |
| 7   | Michael Krohn-Dehli   | Danemark | 2    |
| 7   | Hugo Almeida          | Portugal | 2    |
| 7   | Raul Meireles         | Portugal | 2    |
| 7   | Danny                 | Portugal | 2    |
| 7   | John Carew            | Norvège  | 2    |
| 7   | Mohammed Abdellaoue   | Norvège  | 2    |
| 7   | Erik Huseklepp        | Norvège  | 2    |
| 7   | Heidar Helguson       | Islande  | 2    |
| 7   | Hallgrímur Jónasson   | Islande  | 2    |
| 7   | Andreas Avraam        | Chypre   | 2    |
| 17  | Christian Eriksen     | Danemark | 1    |
| 17  | Lars Jacobsen         | Danemark | 1    |
| 17  | Thomas Kahlenberg     | Danemark | 1    |
| 17  | Kasper Lorentzen      | Danemark | 1    |
| 17  | Morten Rasmussen      | Danemark | 1    |
| 17  | Lasse Schøne          | Danemark | 1    |
| 17  | Eliseu                | Portugal | 1    |
| 17  | Manuel Fernandes      | Portugal | 1    |
| 17  | João Moutinho         | Portugal | 1    |
| 17  | Morten Gamst Pedersen | Norvège  | 1    |
| 17  | Brede Hangeland       | Norvège  | 1    |
| 17  | John Arne Riise       | Norvège  | 1    |
| 17  | Tom Høgli             | Norvège  | 1    |
| 17  | Kolbeinn Sigþórsson   | Islande  | 1    |
| 17  | Gylfi Sigurdsson      | Islande  | 1    |
| 17  | Michális Konstantínou | Chypre   | 1    |
| 17  | Efstathios Aloneftis  | Chypre   | 1    |

Buteur contre son camp :
| Joueur           | Pays                     | Buts csc |
| ---------------- | ------------------------ | -------- |
| Ricardo Carvalho | Portugal (pour Danemark) | 1        |